# Hörnum (Schiff, 1977)
Die Hörnum war ein Seenotrettungsboot (SRB) der 9-m-Klasse der Deutschen Gesellschaft zur Rettung Schiffbrüchiger (DGzRS).
Die Hörnum, DGzRS-intern als KRST 27 bezeichnet, wurde 1977 von der Schweers-Werft in Bardenfleth unter der Baunummer 6436 gebaut und im Oktober 1977 in Hörnum auf der Insel Sylt getauft.
Die Namensgebung erfolgte auf Wunsch des Landes Schleswig-Holstein, das für den Bau des Bootes 400.000 Mark zur Verfügung gestellt hatte.

## Technische Ausstattung
Das Seenotrettungsboot war mit Funkanlagen, Echolot, Radar, Farb-Kartenplotter, DGPS, Fremdlenzpumpe und einer Bergungspforte ausgestattet.

## Stationierungen
Von Oktober 1977 bis Dezember 1999 war das Boot in Hörnum stationiert. Nach einer kurzen Pause erfolgte die Verlegung der Hörnum am 6. Mai 2000 auf die Station Prerow/Wieck in den Hafen Wieck, wo das Boot bis Herbst 2005 stationiert war.

## Außerdienststellung und Verkauf
Im Februar 2006 erfolgte an Deck des Containerschiffes Monte Rosa die Verschiffung des Bootes nach Uruguay, wo es dem dortigen Seenotrettungsdienst „Asociación Honoraria de Salvamentos Marítimos y Fluviales“ (ADES) übergeben wurde. Es trat dort die Nachfolge des mittlerweile ausgemusterten ehemaligen Tochterbootes des Seenotkreuzers Ruhr-Stahl Tünnes, an. Sowohl der Ex-Seenotkreuzer Ruhr-Stahl als auch das Tochterboot waren 1985 an den Seenotrettungsdienst verkauft worden.